# Пико, Франсуа-Пьер
Франсуа Пико (François-Pierre Picaud; 2 мая 1780, Ним — около 1815—1816, парк Тюильри, Париж) — французский сапожник, ложно обвиняемый в преступлении, которого не совершал, прототип Эдмона Дантеса из романа Александра Дюма-отца «Граф Монте-Кристо».
История Франсуа Пико была опубликована в посмертном издании «Мемуаров, извлеченных из архивов полиции» Жака Пёше в 1838 году в виде рассказа «Алмаз и мщение». Как реальность истории Пико, так и авторство Пёше — вопрос дискуссионный.

## Биография
Родился в малообеспеченной семье в городе Ним 2 мая 1780 года. Работал сапожником.
Был помолвлен с девушкой дворянского происхождения по имени Маргарита Вигору.
Встретив своего знакомого трактирщика Матье Луппиана, Пико поспешил поделиться с ним столь радостной новостью. Но не знал Франсуа, что Луппиан — не самый лучший представитель рода человеческого: трактирщик позавидовал ему. И настолько была сильна его зависть, что он, подговорив еще троих своих друзей, пошел на подлость: они написали в полицию донос, из которого следовало, что Франсуа Пико — на самом деле дворянин, английский шпион из Лангедока, и что его деятельность была направлена против Наполеона. Был среди этих подлецов некто Антуан Аллю, который пытался возражать против замысла трактирщика, но, видимо, плохо пытался, так как донос попал в руки начальника полиции Савари. Для родных и невесты Пико бесследно исчез.
Пико просидел в тюрьме семь лет. Там он познакомился с прелатом из Милана, который также был невиновен в том, что ему вменяли. Прелат был болен и Пико всеми силами старался помочь своему новому другу. Но, несмотря на заботливый уход со стороны Франсуа, прелат умер, перед смертью сделав Пико своим наследником, он завещал ему своё имение в Италии, деньги, а также рассказал о тайнике, в котором хранилось золото и драгоценные камни.
В 1814 году, когда Наполеон отрекся от власти, Пико оказался на свободе. Ему было 34 года. Тюрьма очень изменила его, как внешне, так и в духовном плане. Теперь в этом угрюмом, постаревшем от несправедливости лице никто не узнал бы веселого сапожника, излучающего счастье и веру в будущее.
Первым делом, выйдя из тюрьмы, Франсуа Пико направился в Амстердам, где оформил право наследования имущества прелата. Потом он вынужден был скрываться, так как Наполеон на 100 дней вернулся к власти. После 100 дней новоявленный миллионер стал выяснять обстоятельства своего ареста. Он узнал, что Маргарита, его невеста, ждала его два года, а потом вышла замуж за Матье Луппиана. Под именем аббата Бальдини он поехал в Рим к своему другу Антуану Аллю — тому самому, который робко протестовал против заговора. Аллю не узнал в аббате своего бывшего друга. Аббат рассказал ему историю о том, что, когда он сидел в замке Окуф в Неаполе, познакомился там с Пико. Франсуа якобы вскоре умер, но перед смертью просил аббата узнать у Антуана причину своего ареста. Если Аллю откроет тайну заточения Пико, то аббат должен дать ему в благодарность перстень, стоимостью в 50 тысяч франков, который он получил от другого узника. Аллю рассказал аббату Бальдини всю историю. Полученный перстень он продал за 60 тысяч франков, и, убив ювелира, скрылся вместе с женой, забрав все деньги.
Узнав о коварном предательстве, Франсуа Пико решил отомстить. Под именем Просперо он устроился работать официантом в ресторан, владельцем которого был Луппиан. В этот ресторан часто наведывались сообщники Луппиана, помогавшие сочинять донос. Вскоре одного из них нашли с кинжалом в груди, на рукоятке которого была вырезана надпись «Номер первый». Второй сообщник умер от яда. На его гроб была прикреплена записка: «Номер второй».
Самая жестокая месть была направлена на зачинщика доноса — Луппиана. Для начала некий маркиз изнасиловал дочь Луппиана и Маргариты. Он пообещал жениться, но накануне свадьбы стало известно, что он не маркиз, а беглый каторжник. Дочь Луппиана стала любовницей официанта Просперо. Потом в ресторане случился пожар, в результате которого ресторан сгорел дотла. Сын Луппиана оказался втянутым в воровскую шайку, его арестовали и посадили в тюрьму на 20 лет. Маргарита умерла от горя.
Луппиан остался один, разорившийся, опозоренный. Как-то, прогуливаясь по тёмным аллеям парка Тюильри, Матье Луппиан встретил человека в маске, который поведал ему о жизни Франсуа Пико, которого трактирщик некогда предал. После этой встречи Луппиан был найден с кинжалом в груди, на рукоятке которого было написано: «Номер третий». Но когда Франсуа Пико, отомстивший за своё заточение, покидал парк Тюильри, на него напал незнакомец и, оглушив, отнес в какой-то подвал. Это был Антуан Аллю, догадавшийся, что аббат Бальдини и официант Просперо — это один человек. Жадный Аллю пытался выпытать у Пико сведения о его богатствах, но Пико ничего не сказал. Тогда Аллю убил своего пленника и сбежал в Англию.
В 1828 году Антуан Аллю перед смертью исповедовался и рассказал эту историю. Священник, исповедовавший Аллю, записал эту историю, скрепил её подписью умиравшего Аллю и отправил во Францию. Несколько лет спустя историк Жак Пеше обнаружил этот документ в архивах парижской полиции и опубликовал его в своей статье «Алмаз и мщение».

## Граф Монте-Кристо
Собирая материал для нового романа, известный французский писатель Александр Дюма-отец в архивах полиции нашёл статью «Алмаз и мщение», а также материалы по делу Пико. Эти документы легли в основу одного из его самых известных произведений — романа «Граф Монте-Кристо».
Главный герой романа — марсельский моряк Эдмон Дантес с корабля «Фараон». Во время одного из рейсов он заходил на остров Эльба, где встречался с Наполеоном Бонапартом и маршалом Бертраном (позже сказано, что с Мюратом), который поручает ему доставить письмо в Париж. Этим Эдмон выполняет последнюю волю капитана «Фараона», скончавшегося незадолго до этого.
При прибытии в Марсель хозяин корабля Моррель хочет назначить Дантеса капитаном, а сам Эдмон собирается жениться на каталонке Мерседес из соседней рыбацкой деревни.
Однако на Мерседес желает жениться также и её кузен Фернан, а бухгалтер Данглар, которого Эдмон подозревает в мошенничестве, опасается за своё место. Они оба и сосед Дантеса — завистливый портной Кадрусс — встречаются в таверне, где у Данглара созревает план донести на Эдмона, что тот бонапартистский агент. Он пишет анонимное письмо прокурору, но Кадрусс против клеветы. Поэтому Данглар делает вид, что выбрасывает донос, однако даёт знак Фернану, чтобы тот доставил письмо прокурору. Фернан исполняет свою роль в заговоре.
Дантеса арестовывают во время его обручения с Мерседес. Кадрусс видит и понимает всё, но он молчит, потому что боится быть замешанным в политическом деле. Дантеса доставляют к помощнику королевского прокурора Вильфору, который старается быть честным в ведении дела. Он уже собирается отпустить арестованного, но узнаёт, что человек, которому Дантес должен был доставить письмо — его отец, бонапартист Нуартье. Вильфор понимает, что этот факт, стань он известен, может погубить его карьеру — и решает пожертвовать в этой ситуации Эдмоном. Он сжигает письмо, а Дантеса без суда и следствия отправляет в заключение в Замок Иф. Сам же Вильфор спешит в Париж и предупреждает Людовика XVIII о готовящемся перевороте.
Эдмон Дантес через несколько лет пребывания в тюрьме решает покончить с собой и начинает выбрасывать пищу в окно. Но спустя несколько дней, будучи почти при смерти, он вдруг слышит, что кто-то роет вблизи его камеры. Дантес начинает рыть встречный подкоп и знакомится с аббатом Фариа — итальянским учёным священнослужителем, которого считают сумасшедшим, потому что он постоянно говорит о существовании многомиллионного клада, местонахождение которого известно лишь ему одному. Личность аббата Фариа производит огромное впечателение на Дантеса. Этот человек, уже очень пожилой, полон любви к жизни и надежды. Он неустанно трудится, даже находясь в заключении, пишет научные труды, изготавливает инструменты, неустанно готовит побег… Выслушав историю молодого человека, Фариа восстанавливает ход событий и разъясняет Дантесу причину и виновников его заключения. Тогда Дантес даёт страшную клятву отмстить своим врагам. Он просит аббата стать его учителем в науках и наставником в жизни
Роман имел огромный успех, а прототипом главного героя — моряка Эдмона Дантеса — стал Франсуа Пико.